# One, Two, Three
One, Two, Three is een Amerikaanse filmkomedie uit 1961 onder regie van Billy Wilder. Het scenario is gebaseerd op het toneelstuk Egy, kettő, három (1929) van de Hongaarse auteur Ferenc Molnár.

## Verhaal
C.R. MacNamara is een kaderlid van de firma Coca Cola in West-Berlijn. Als de dochter van zijn baas de stad bezoekt, krijgt hij de opdracht een wakend oog op haar te houden. Wanneer ze verliefd wordt op een Oost-Berlijnse communist, besluit MacNamara uit angst voor zijn carrière de communist om te vormen tot de ideale schoonzoon. Hij heeft 24 uur, voordat zijn chef in Duitsland aankomt.

## Rolverdeling
| Acteur               | Personage                              |
| -------------------- | -------------------------------------- |
| James Cagney         | C.R. MacNamara                         |
| Horst Buchholz       | Otto Ludwig Piffl                      |
| Pamela Tiffin        | Scarlett Hazeltine                     |
| Arlene Francis       | Phyllis MacNamara                      |
| Liselotte Pulver     | miss Ingeborg, de secretaresse van Mac |
| Howard St. John      | Wendell P. Hazeltine                   |
| Hanns Lothar         | Schlemmer                              |
| Leon Askin           | Peripetchikoff                         |
| Ralf Wolter          | Borodenko                              |
| Karl Lieffen         | Fritz                                  |
| Hubert von Meyerinck | Graaf von Droste Schattenburg          |
| Loïs Bolton          | Melanie Hazeltine                      |
| Peter Capell         | Mishkin                                |
| Til Kiwe             | Verslaggever                           |
| Henning Schlüter     | Dokter Bauer                           |
| Karl Ludwig Lindt    | Zeidlitz                               |